# Campionato rumeno di calcio 1927-1928
Il Campionato Nazionale 1927-1928 è stata la 16ª edizione del campionato rumeno di calcio. La fase finale è stata disputata tra giugno e luglio 1928 e si concluse con la vittoria finale del Colțea Brașov, al suo primo titolo.

## Formula
Le squadre vennero suddivise in gironi regionali, con le vincitrici ammesse alle finali nazionali disputate ad eliminazione diretta. Rispetto all'anno precedente il numero dei gironi passò da dieci a dodici con la creazione dei gironi di Craiova ed Oradea. Otto squadre disputarono un turno preliminare per entrare nel tabellone principale.

## Partecipanti
| Regione   | Squadra                        |
| Arad      | Jiul Lupeni                    |
| Brașov    | Colțea Brașov                  |
| Bucarest  | Olympia București              |
| Cernăuți  | Polonia Cernăuți               |
| Chișinău  | Mihai Viteazul Chișinău        |
| Cluj      | România Cluj                   |
| Craiova   | Craiovan Craiova               |
| Galați    | Dacia Vasile Alecsandri Galați |
| Iași      | Concordia Iași                 |
| Oradea    | Stăruința Oradea               |
| Sibiu     | Șoimii Sibiu                   |
| Timișoara | Chinezul Timișoara             |

## Fase finale

### Preliminare
Il turno preliminare per accedere al tabellone finale fu disputato il 24 giugno 1928.
| Squadra 1                      | Risultato | Squadra 2         |
| ------------------------------ | --------- | ----------------- |
| Dacia Vasile Alecsandri Galați | 2 - 4     | Olympia București |
| România Cluj                   | 3 - 2     | Stăruința Oradea  |
| Craiovan Craiova               | 2 - 4     | Șoimii Sibiu      |
| Mihai Viteazul Chișinău        | 9 - 1     | Concordia Iași    |

### Quarti di finale
Gli incontri vennero disputati tra il 1° e il 7 luglio 1928. Un primo incontro tra Șoimii Sibiu e Chinezul Timișoara terminò 2-2 dopo i tempi supplementari e fu rigiocato il giorno successivo.
| Squadra 1               | Risultato | Squadra 2          |
| ----------------------- | --------- | ------------------ |
| Mihai Viteazul Chișinău | 5 - 2     | Polonia Cernăuți   |
| Olympia București       | 2 - 3     | Colțea Brașov      |
| Șoimii Sibiu            | 4 - 3     | Chinezul Timișoara |
| România Cluj            | 0 - 2     | Jiul Lupeni        |

### Semifinali
Gli incontri vennero disputati il 15 e il 22 luglio 1928. L'incontro Jiul Lupeni - Șoimii Sibiu terminò 3-0 a tavolino per mancata presentazione dell'avversario.
| Squadra 1     | Risultato | Squadra 2               |
| ------------- | --------- | ----------------------- |
| Colțea Brașov | 6 - 4     | Mihai Viteazul Chișinău |
| Jiul Lupeni   | 3 - 0     | Șoimii Sibiu            |

### Finale
La finale fu disputata il 29 luglio 1928.
| Squadra 1     | Risultato | Squadra 2   |
| ------------- | --------- | ----------- |
| Colțea Brașov | 3 - 2     | Jiul Lupeni |

## Verdetti
- Colțea Brașov Campione di Romania 1927-28.